# Christina Maria Avoglio
Christina Maria Avoglio, geb. Graumann, Croumann (?) oder Gronemann (auch: Avolio oder Avolia; * in Mainz oder Frankfurt (?); nachgewiesen von 1727 bis 1746) war eine Opern- und Oratoriensängerin (Sopran) des Spätbarock, die vor allem für ihre Mitwirkung in Werken von Georg Friedrich Händel bekannt ist.

## Leben
Über ihre Herkunft ist fast nichts bekannt, in verschiedenen Quellen findet man widersprüchliche Angaben: so wird sie manchmal als italienische Sängerin bezeichnet. Laut Kutsch-Riemann und Winton Dean wurde sie möglicherweise in Mainz oder Frankfurt geboren, unter dem Namen Crouman oder Graumann. Laut Thijsse und Rasch gehörte sie zu einer westfälisch-holländischen Musikerfamilie namens Gronemann und war eine Schwester des Violinisten, Organisten und Glockenspielers Albertus Groneman (1711–1778) und des Musikverlegers Johann Frederik Gronemann (1708–1781). Ihren klangvollen italienischen Nachnamen erwarb sie offenbar durch Heirat mit dem Musiker Giuseppe Avoglio.
Zum ersten Mal ist sie 1727–1728 in Brüssel nachgewiesen, in der Operntruppe von Peruzzi. Dort erschien sie als „Cristina Groneman Avolio“ in einer Oper Archelao (von Caldara ?).
1729 trat sie unter dem Namen „Mme Avogli“ an der Hamburger Oper am Gänsemarkt auf, in den Partien der Cleopatra in Händels Giulio Cesare und der Rodelinda in Georg Philipp Telemanns Flavius Bertaridus. Im selben Jahr ging sie zusammen mit ihrem Mann nach Kassel an den Hof von Friedrich I., Landgraf von Hessen-Kassel, unter Fortunato Chelleri.
1730–1731 war sie dann in Prag am Theater des Grafen Sporck. Dort sang sie in den Opern Penelope la casta und Griselda, deren Komponist nicht bekannt ist.
Das Ehepaar Avoglio lebte in den folgenden Jahren bis 1738 in Russland, wo sie am Hof der Zarin Anna Iwanowna in St. Petersburg und Moskau wirkten.
Ab 1739 war die Avoglio in London, wo man sie wegen ihres Russland-Aufenthaltes auch als „La Moscovita“ bezeichnete.

Händel nahm sie mit auf seine Irland-Tournee nach Dublin, wo sie in der Uraufführung des Messias am 13. April 1742 das Sopransolo sang, und außerdem Sopranpartien in den (Wiederaufnahmen der) Oratorien Esther, Saul und in L’Allegro, il Penseroso ed il Moderato, sowie in einigen Opern. Schon im Dezember 1741 hatte der Komponist seinem Freund Jennens berichtet, dass die „Sigra. Avoglio“ dem Publikum außerordentlich gefallen habe („...pleases extraordinarily“).

Die Avoglio 1743 gehörte auch zum Ensemble der Londoner Uraufführung des Messias an der Covent Garden Oper. In der Uraufführung von Samson am 18. Februar sang sie u. a. die berühmte Arie „Let the bright seraphim“, und wirkte auch bei einigen Aufführungen von Das Alexanderfest mit. 1744 war sie die erste Iris in Händels Semele, neben Élisabeth Duparc in der Titelrolle.
Im selben Jahr trat sie auch am Drury Lane Theatre als Hecate in Samuel Howards Pantomime The Amorous Goddess auf. Nach einem Konzert im Juni 1746 in den Salisbury Assembly Rooms verliert sich ihre Spur.
Ort und Datum ihres Todes sind unbekannt.

## Weblink
- Christina Maria Avoglio, dite la Moscovita, auf der Website Quell‘Usignolo, mit Liste von CD-Aufnahmen (französisch; Abruf am 30. Juni 2020)